# Robert Frank (historien)
Pour les articles homonymes, voir Robert Frank et Frank.
Robert Frank, né le 28 janvier 1944 en Écosse, est un historien français. Il est spécialiste de l'Europe et des relations internationales.

## Biographie

### Jeunesse et études
Robert Frank naît en Écosse d'un père juif polonais, qui avait rejoint en 1942 la Grande-Bretagne et l’armée polonaise alors stationnée en Écosse, et d'une mère écossaise.
Il accomplit ses études en France. Il est titulaire d'un diplôme d'études supérieures (DES), avec un mémoire portant sur l’industrie de l'armement britannique de 1889 à 1914. Il est reçu à l'agrégation d'histoire en 1968.
Il soutient sa thèse en 1978. Il obtient l'habilitation à diriger des recherches en 1990

### Parcours professionnel
Après deux ans de coopération en Tunisie (1969-1971), il choisit de travailler sur le financement du réarmement français dans les années 1930. Il est alors influencé par le marxisme, dont la méthode le laisse finalement insatisfait, et par les historiens Pierre Vilar, Jean Bouvier et René Girault.
En 1977, il est nommé assistant à l'université Paris-Nanterre. Il devient maître de conférences après l'obtention de son doctorat. Il est alors nommé directeur de l'Institut d'histoire du temps présent en 1991. 
En 1994, il devient professeur à l'université Paris I Panthéon-Sorbonne, à la chaire d'histoire des relations internationales. Il occupe cette fonction jusqu'à sa retraite en 2012. À la Sorbonne, il a dirigé le laboratoire « Identités, Relations internationales et civilisations de l’Europe » du CNRS (UMR IRICE) ainsi que le magistère de Relations internationales et action à l'étranger (MRIAE). 
Il a également enseigné à l'Institut d'études politiques de Paris de Paris durant les années 2000, dispensant un cours intitulé « L'Europe en questions au XXe siècle : politiques, cultures et identités ».
Devenu professeur émérite, Robert Frank a annoncé qu'il se consacrerait désormais à l'écriture, sans totalement renoncer à l'enseignement. Il donne ainsi au Collège d'Europe à Bruges le cours intitulé « Les Fondements historiques de l'Europe : civilisations et identités européennes » depuis l'année universitaire 2007-2008[réf. nécessaire].

## Publications
- Le prix du réarmement français (1935-1939), Paris, Publications de la Sorbonne, 1982, 382 pages, 2e édition en 2016 , [présentation en ligne].
- La Puissance française en question : 1945-1949, Paris, Publications de la Sorbonne, coll. « Publications de la Sorbonne / Série internationale » (no 37), 1988, 471 p., p. 409-422 [aperçu en ligne].
- La Hantise du déclin, Belin, Paris, 1994, 2e édition en 2014.
- Turbulente Europe et nouveaux mondes 1914-1941 avec René Girault, Paris, Masson, 1988, réédition en 1998, puis réédition en livre de poche, Petite Bibliothèque Payot, 2004.
- La Loi des géants, 1941-1964, avec René Girault et Jacques Thobie, Paris, Masson, 1993, réédition en livre de poche, Petite Bibliothèque Payot, 2005.
- Les Années 68 : le temps de la contestation, co-direction avec Michelle Zancarini-Fournel, Geneviève Dreyfus-Armand et Marie-Françoise Lévy, Complexe/IHTP, 2000.
- "Penser historiquement les relations internationales", Annuaire français des relations internationales, 2003, p. 42–65.
- Les identités européennes au XXe siècle. Diversité, convergences et solidarités / sous la dir. de Robert Frank, Paris, Publications de la Sorbonne, 2004.
- Gouvernance et identités en Europe / sous la dir. de Robert Frank et Rosalind Greenstein ; avec le concours de l'Unité mixte de recherche IRICE, Identités, relations internationales et civilisations de l'Europe et de l'Université Paris 1 Panthéon-Sorbonne. Paris : LGDJ, 2004.
- Images des peuples et histoire des relations internationales du XVIIIe siècle à nos jours / sous la dir. de Maria M. Benzoni, Robert Frank, Silvia M. Pizzetti, Milan-Paris, UNICOPLI-Publications de la Sorbonne, 2008.
- « Histoire des relations internationales », in Histoire. Domaines et champs,  Encyclopædia Universalis , 2008, volume 11, p. 842–846.
- Peace, War and Gender from Antiquity to the Present. Cross-Cultural Perspectives, sous la dir. de Jost Dülffer et Robert Frank, Essen, Klartext Verlag, 2009.
- Pour l'histoire des relations internationales (direction d'ouvrage), Paris, Presses universitaires de France, coll. « Le nœud gordien », 2012.
- En co-direction avec Alya Aglan, 1937-1947. La guerre-monde, Paris, Gallimard, coll. « Folio », 2 vol., 2015, 2485 p.
- Nos humanités avec Caroline Souffir (pour les dessins) et Didier Da Silva, Paris, Hélium, 2016.
- participation à l'ouvrage dirigé par Xavier Delacroix, L'Autre siècle, Fayard, 2018.
- Être ou ne pas être européen ? Les Britanniques et l’Europe du XVIIe siècle au Brexit, Textes choisis, Paris, Belin 2018.
- Entrer en guerre 1914-1918 : des Balkans au monde. Histoire, historiographie, mémoires, sous la direction de Robert Frank et Catherine Horel, Bruxelles, Peter Lang (coll. Enjeux internationaux), 2018.
- Pierre Renouvin, Notes sur la guerre, 1938-1945. L’histoire de la Seconde Guerre mondiale racontée autrement, édition établie et annotée par Robert Frank, avec la collaboration de Maryvonne Lepuloch, Paris, Perrin, 2024.